# Abdij van Marchtal
De Abdij van Marchtal was een tot de Zwabische Kreits behorende abdij binnen het Heilige Roomse Rijk. De plaats heet nu Obermarchtal.
Graaf Alaholf stichtte voor 776 een Benedictijnenabdij, die onder het toezicht stond van de abdij van Sankt Gallen.
In het begin van de tiende eeuw wordt het klooster door hertog Herman III van Zwaben in een wereldlijk koorherensticht omgezet. Via de graven van Bregenz komt het sticht aan paltsgraaf Hugo van Tübingen, die in de plaats van het vervallen sticht in 1171 het Premonstratenzer koorherensticht Sint Maria en Sint-Petrus sticht. De voogdij wordt achtereenvolgens uitgeoefend door de bisschoppen van Konstanz, de graven van Berg en de aartshertogen van Oostenrijk.
In 1440 wordt de proosdij tot abdij verheven en in 1500 tot rijksabdij. Het grondgebied bestaat uit tien kerkdorpen.
Paragraaf 13 van de Reichsdeputationshauptschluss van 25 februari 1803 kent de vorsten van Thurn und Taxis voor het verlies van hun inkomsten uit de rijkspost in de aan Frankrijk afgestane gebieden: het vorstelijk damessticht Buchau met de stad, de abdijen Marchtal en Neresheim, het bij Salmannsweiler behorende ambt Ostrach met de heerlijkheid Schemmelberg en de dorpen Tiefental, Frankenhofen en Stetten.
Artikel 24 van de Rijnbondakte van 12 juli 1806 stelt de voormalige abdij onder de soevereiniteit van het koninkrijk
Württemberg: de mediatisering

## Gebied
Obermarchtal, Uttenweiler, Dieterskirch, Hausen, Sauggart, Seekirch, Unterwachingen, Reutlingendorf en Oberwachingen.